# Raí
Raí Souza Vieira de Oliveira (Ribeirão Preto, 15 de maio de 1965) é um ex-futebolista brasileiro que atuava como meio-campista. Um dos grandes jogadores da década de 90, é considerado o maior camisa 10 da história do São Paulo, clube onde foi ídolo e campeão do mundo em 1992, marcando os dois gols do título na final contra o Barcelona.
Representou a Seleção Brasileira na Copa do Mundo FIFA de 1994, onde como camisa 10 fez parte do grupo tetracampeão mundial.

## Carreira

### Infância
Nascido em Ribeirão Preto, é irmão do também ex-jogador Sócrates. Grande admirador dos filósofos gregos, o pai de Raí deu a seus três filhos mais velhos os nomes de Sócrates, Sófocles e Sóstenes. Seu Raimundo queria que Raí se chamasse Xenofonte, mas sua mulher, Dona Guiomar, conseguiu dissuadi-lo da ideia.
Em entrevista ao Museu da Pessoa, concedida em 2009, Raí conta que, durante a infância e pré-adolescente, o futebol já era presente e foi muito importante para ajudá-lo a combater sua timidez, uma vez que era uma prática esportiva que o permitia se expressar e estar em contato com amigos.

### Botafogo-SP
Iniciou sua carreira no Botafogo de Ribeirão Preto, aos 15 anos, omitindo o parentesco com o irmão famoso. Em 1984 foi lançado no time principal, mas só se firmou com a chegada do técnico Pedro Rocha, no segundo turno do Campeonato Paulista do ano seguinte. "O Pedro deu muita força", contou o jogador, em 1986. "Ele foi um grande meia-esquerda e passou-me vários ensinamentos."

### Ponte Preta
Passou pela Ponte Preta por empréstimo durante o Campeonato Brasileiro de 1986 e no ano seguinte voltou, durante o Campeonato Paulista, ao Botafogo. Foi convocado para a Seleção Brasileira e disputou a Copa América daquele ano. Chegou a ser cobiçado pelo Corinthians, especialmente depois de marcar três gols contra o Alvinegro, em abril de 1986, mas foi contratado pelo São Paulo ainda em 1987, para o Campeonato Brasileiro.

### São Paulo

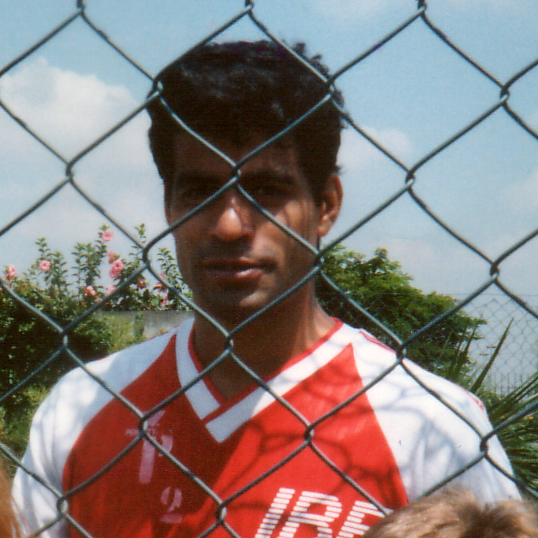
Raí em 1993, durante treino do São Paulo

Sua estreia foi apenas na última rodada do primeiro turno, em 18 de outubro, na derrota por 1 a 0 para o Grêmio, por causa de uma contusão na coxa direita que o deixara três meses fora dos gramados. O seu primeiro gol pelo clube viria no terceiro jogo, na vitória por 2 a 0 sobre o Goiás.
Em 1989 foi campeão pela primeira vez ao conquistar o Campeonato Paulista.
Antes da chegada do técnico Telê Santana, em outubro de 1990, o jogador tinha marcado apenas 26 gols em mais de três anos. Porém, depois que Telê passou a comandar o time, Raí marcou muitos gols: foram 28 em 1991, sendo 20 no Campeonato Paulista, quando conquistou a artilharia do Paulistão.
Foi o capitão do time no Campeonato Brasileiro de 1991 e ajudou o São Paulo a conquistar seu terceiro título, em cima do Bragantino de Carlos Alberto Parreira. Nessa campanha, Raí foi o artilheiro do time, com sete gols, fato que se repetiria no Brasileirão seguinte, no título do bicampeonato consecutivo da Libertadores, em 1993, e nos Campeonatos Paulistas de 1992 e 1993.
Como campeão brasileiro, conquistou a Libertadores de 1992 contra o Newell's Old Boys, da Argentina. Foi decisivo ao marcar o gol que levou a final à decisão por pênaltis. Acertou a sua cobrança na disputa e, com a vitória tricolor, como capitão do time levantou o troféu diante de 120 mil torcedores no Estádio do Morumbi.
Na disputa da Copa Intercontinental de 1992, no Japão, Raí marcou dois gols — sendo o primeiro com a barriga e o segundo em uma cobrança de falta — e o São Paulo venceu o jogo contra o Barcelona, conquistando o título. Raí foi eleito o melhor jogador do torneio.
Na volta ao Brasil, o São Paulo ainda venceu a final do Paulistão, batendo o Palmeiras por 2 a 1. Nesse campeonato, Raí chegou a marcar cinco gols em um mesmo jogo, na vitória por 6 a 0 sobre o Noroeste, de Bauru, em 15 de outubro.
No começo de 1993, foi vendido ao Paris Saint-Germain, da França, por 4,6 milhões de dólares, mas ficou no Brasil até o meio do ano e conquistou ainda a Libertadores de 1993, marcando um gol de peito no primeiro jogo da final e novamente levantando o troféu. No Paulista, o time ficou em terceiro lugar, e a despedida do meia foi em uma vitória por 6 a 1 sobre o Santos, em 3 de junho.

### Paris Saint-Germain
Chegou e transformou-se em um dos principais ídolos do clube. Na sua primeira temporada, quando o PSG conquistou a Ligue 1 (Campeonato Francês) de 1993–94, foi substituído na maioria de seus jogos e chegou até a frequentar o banco de reservas. No entanto, seria um dos principais jogadores do time na conquista dos títulos da Recopa Europeia de 1996 (finalista em 1997), da Ligue 1 de 1995–96, da Copa da França de 1994–95 e de 1997–98, e da Copa da Liga Francesa de 1994–95 e 1997–98.
Raí defendeu o Paris Saint-Germain entre 1993 e 1998. Foi capitão da equipe  e  o cérebro do time durante toda sua estadia. Em sua cinco temporadas jogou 204 partidas e marcou 71 gols.
Em 2020, Raí foi eleito o maior jogador da história do clube francês. A votação foi promovida pelo Paris Saint-Germain em comemoração aos seus 50 anos, e contou com 2,5 mil votantes, dos quais 30% foram ex-jogadores, técnicos e dirigentes, 30% foram jornalistas e 40% foram sócios. Raí foi o primeiro em todos os grupos.

### Retorno ao São Paulo
Raí ainda voltou ao São Paulo em 1998, e sua reestreia foi contra o Corinthians, já na final do Campeonato Paulista daquele ano: ele fez um gol de cabeça e foi campeão no mesmo dia em que desembarcou no país. Mas em um jogo contra o Cruzeiro, em 9 de agosto, pelo Campeonato Brasileiro, Raí rompeu os ligamentos no tornozelo após uma entrada de Wilson Gottardo e teve de ficar mais de um ano parado.
Enquanto se recuperava, separou-se da esposa Cristina, depois de quinze anos de casamento. Nessa mesma época, depois de ser pai com apenas 17 anos, Raí foi avô aos 33. Quando voltou, ficou na reserva durante boa parte do Campeonato Brasileiro de 1999, recuperando-se gradativamente ao longo da competição.
O último gol de Raí como profissional foi em 27 de junho de 2000, diante do Palmeiras, no Palestra Itália. Sua última partida antes de se retirar dos gramados foi pouco menos de um mês depois, em 22 de julho, em uma derrota por 3 a 1 para o Sport em João Pessoa, pela Copa dos Campeões. Ele é considerado um dos jogadores mais importantes da história do clube.

## Seleção Nacional
Pela Seleção Brasileira, entretanto, não teve tanto destaque como no São Paulo. Jogou 51 partidas pelo Brasil, marcando dezesseis gols, incluindo um de pênalti no jogo contra a Rússia pela primeira fase da Copa do Mundo FIFA de 1994, torneio em que jogou com a camisa 10. Nessa Copa, foi titular nos três primeiros jogos do time, quando também era seu capitão, posto que passou para Dunga quando saiu do time titular. Além disso, entrou no segundo tempo contra os Países Baixos, nas quartas de final, e atuou na vitória por 1 a 0 contra a Suécia, nas semifinais.

## Pós-aposentadoria
Em 2005, foi um dos convidados de honra do São Paulo para acompanhar o time na disputa do Campeonato Mundial de Clubes da FIFA. Raí chegou a tempo de acompanhar o jogo do tricolor na semifinal do Mundial, realizado no Japão. O atraso deveu-se a um compromisso do ex-jogador com o governo francês, para discutir projetos da Fundação Gol de Letra. Para a surpresa de Raí, ele ainda reviveu a sua época de jogador ao participar do penúltimo treino (que também seria o último rachão do ano) do São Paulo antes da final do Mundial.
Atualmente, dirige uma entidade filantrópica de ajuda às crianças chamada Fundação Gol de Letra, ao lado de seu ex-companheiro de São Paulo e Paris Saint-Germain, Leonardo. Em sua entrevista ao Museu da Pessoa, comentou sobre as origens do projeto e sua participação ativa em toda a estruturação da fundação, que tem como missão promover a educação integral de crianças, adolescentes e jovens por meio do esporte e cultura.
"Eles [pessoas atendidas pela fundação] têm uma quantidade de atividades que sempre foi o nosso desejo e que a gente mantém até hoje. (...) Existe uma biblioteca comunitária, existe uma cultura de teatro, mudanças de hábito de leitura, atividades esportivas que são uma coisa saudável, uma coisa positiva socialmente. Ali, o esporte existe não só como formador de talento, mas como direito de todo cidadão."— Raí Entrevista ao Museu da Pessoa
Em 2006, junto com outros atletas, criou a organização Atletas pela Cidadania, que se dedica a defender causas sociais.
No dia 7 de dezembro de 2017, foi anunciado como novo executivo de futebol do São Paulo. Deixou o cargo em 1 de fevereiro de 2021, após a demissão do treinador Fernando Diniz.
Em junho de 2024, Raí concluiu do seu mestrado em Política Pública no Instituto SciencesPo, em Paris.
no dia 12 de Julho de 2024, Raí anunciou que seria um dos condutores da tocha olímpica nas aberturas dos Jogos olímpicos de Verão 2024, que acontece em Paris.

### Atividades cívico-políticas
Em 14 de novembro de 2022, Raí foi um dos especialistas designados para integrar o Grupo Técnico de Esporte do Gabinete de Transição Governamental, grupo responsável por avaliar a situação das políticas públicas no país e, então, propor soluções para eventuais problemas identificados e aperfeiçoamentos das ações existentes ao subsidiar o relatório final da Equipe de Transição Governamental 2022–2023.

## Títulos
São Paulo
- Campeonato Brasileiro: 1991
- Campeonato Paulista: 1989,[52] 1991,[53] 1992,[54] 1998 e 2000
- Copa Libertadores da América: 1992 e 1993
- Copa Intercontinental: 1992

Paris Saint-Germain
- Ligue 1: 1993–94
- Copa da França: 1994–95 e 1997–98
- Copa da Liga Francesa: 1994–95 e 1997–98
- Supercopa da França: 1995
- Recopa Europeia: 1995–96

Seleção Brasileira
- Jogos Pan-Americanos: 1987 (Ouro)
- Copa do Mundo FIFA: 1994

### Prêmios individuais
- Artilheiro do Campeonato Paulista: 1991
- Maior Artilheiro Internacional do Mundo pela IFFHS: 1992 (12 gols)
- Meio-campista da "equipe ideal" do Brasil (O Estado de S.Paulo): 1992[55]
- Melhor jogador da Copa Intercontinental: 1992
- Melhor jogador brasileiro (O Estado de S. Paulo): 1992[55]
- Melhor jogador da América do Sul (El País): 1992
- Equipe da Europa (European Sports Media): 1995–96
- 5º Maior jogador do mundo: 1992 (RSSF)
- 3º Maior artilheiro do mundo: 1992 (IFFHS)
- 10º Melhor Jogador do Mundo pela FIFA: 1993 (FIFA)